# Perjés Géza
Perjés Géza (eredeti neve: Pelzl; 1932-ig) (Trencsén, 1917. augusztus 14. – Budapest, 2003. szeptember 18.) hadtörténész.

## Életpályája
Szülei: Pelzl József és Kiss Erzsébet voltak. Nyolcan voltak testvérek. Középiskolai tanulmányait Sopronban és Pécsett végezte. 1935-ben érettségizett a pécsi katonai reáliskolában. A Ludovika Akadémia elvégzése után 1939-ben hadnaggyá avatták. 1939–1944 között csapattisztként szolgált Nagykanizsán, Kőszegen és Szombathelyen. 1942–1944 között kétszer volt a fronton; meglőtték. 1944–1945 között a szombathelyi kerületi parancsnokság beosztott tisztje volt. 
1945–1946 között Ausztriában angol hadifogságba esett. 1946–1948 között a Pázmány Péter Tudományegyetem Társadalomtudományi Tanszékének könyvtárosa és gyakornoka volt. 1948–1949 között tisztviselőként és fizikai munkásként dolgozott. 1949-ben a Pázmány Péter Tudományegyetemen végbizonyítványt szerzett. 1949–1950 között kiképzőtiszt. 1950–1956 között ismét segédmunkás, illetve a MÁVAG vasesztergályosaként dolgozott. 
1956–1957 között az ELTE Bölcsészettudományi Karának egyetemi katonai parancsnokságán segédtisztként dolgozott. 1957–1963 között – Szalai Sándor javaslatára – a Magyar Tudományos Akadémia tudományos munkatársa. 1960–1983 között a Központi Statisztikai Hivatal Könyvtára Történeti Statisztikai Kutatócsoportjának tudományos munkatársa.
1992–1994 között a Honvédelmi Minisztérium Tanácsadó Testületének elnöke volt. 1995-től a Magyar Történelmi Film Alapítvány kuratóriumának elnöke volt.
Sírja az Óbudai temetőben található (26/11-CF-7/8).

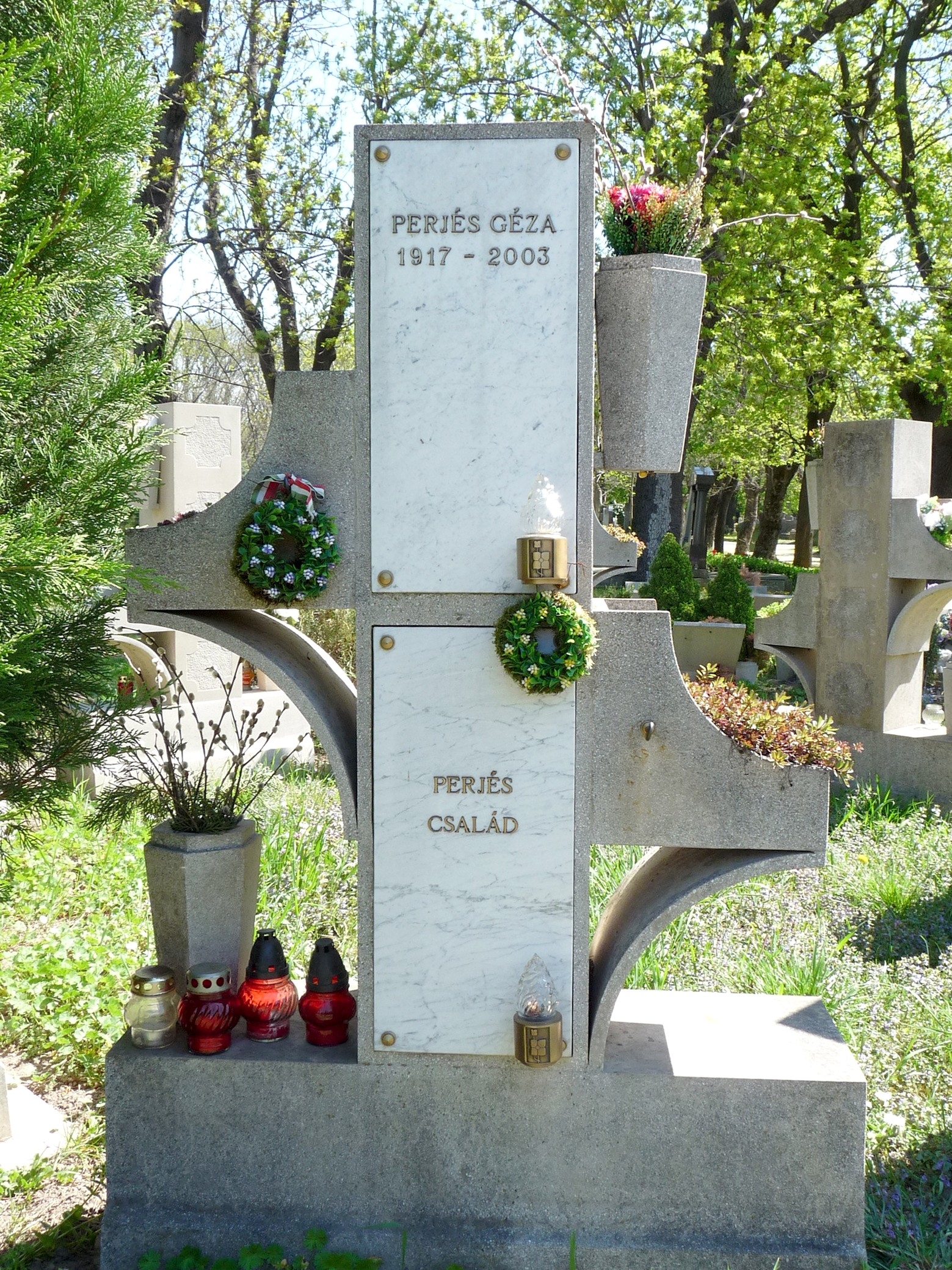
Perjés Géza (1917-2003) hadtörténész urnasírja az Óbudai temetőben (26/11-CF-7/8).

## Művei
- Esztergom 1706. évi ostromai és az ostromokkal kapcsolatos hadműveletek (Hadtörténelmi Közlemények, 1954)
- Balassi Bálint, a katona (Irodalomtörténeti Közlemények, 1955)
- Zrínyi Miklós, a hadtudományi író (Zrínyi Miklós hadtudományi munkái. Budapest, 1957)
- Új adatok és szempontok az álkuruc balladák vitájához (Irodalomtörténeti Közlemények, 1957)
- A barbárok hadművészete. – Áttörés a kuruc korban (Katonai Szemle, 1958)
- A höchstädti csata. 1704. aug. 13. (Hadtörténelmi Közlemények, 1958)
- A taktikai átkarolás a hadtörténelemben. 1–2. (Katonai Szemle, 1959)
- A „metodizmus” és a Zrínyi– Montecuccoli vita. 1–2. (Századok, 1961–1962)
- Mezőgazdasági termelés, népesség, hadsereg-élelmezés és stratégia a 17. század második felében. 1650–1715 (Értekezések a történeti tudományok köréből. Új sorozat. 29. Budapest, 1963)
- Az élelemellátás kérdése Napóleon oroszországi hadjáratában (Századok, 1963)
- Terméseredmény-vizsgálatok (Történeti Statisztikai Évkönyv, 1963/64)
- Hadsereg-élelmezés, logisztika és stratégia a vasutak elterjedése előtti kétszáz esztendőben (Hadtörténelmi Közlemények, 1963)
- A szentgotthárdi csata (Vasi Szemle, 1964)
- Zrínyi Miklós és kora (Budapest, 1965; Osiris monográfiák. 2. bővített kiadás: 2002)
- A statisztika és a hadtudomány kapcsolata a XIX. század elején (Statisztikai Szemle, 1965)
- Clausewitz magyar fordítása. – A hadászati belső és külső vonal viszonyának alakulása. Emlékezés Königgraetzről (Hadtörténelmi Közlemények, 1966)
- Az Oszmán Birodalom európai háborúinak katonai kérdései. 1356–1699 (Hadtörténelmi Közlemények, 1967)
- A nemzeti önérzet zavarai (Látóhatár, 1967)
- A statisztikai szemlélet elemei a XVIII. század elejei adóösszeírásokban (Statisztikai Szemle, 1968)
- Die Frage der Verpflegung im Fledzuge Napoleons gegen Russland (Militärgeschichte Mitteilungen, 1968)
- Szerencse, valószínűség és hadvezéri szemmérték. A katonai döntés és a valószínűség Montecuccolitól és Zrínyitől Clausewitzig (MTA Filozófiai és Történettudományi Osztályának Közleményei, 1971)
- Az országút szélére vetett ország. 1–3. (Kortárs, 1971–1972)
- Gergely Sándor Dózsa-regénye történész szemmel (Kortárs, 1972)
- A történelmi regény lényege: a történetiség (Olvasó ifjúság. Tanulmányok, cikkek és dokumentumok az ifjúsági regény és az olvasónevelés kérdéseiről. Budapest, 1972)
- Az 1728. évi adóösszeírás adatainak feldolgozása (Statisztikai Szemle, 1974)
- Történeti statisztikai adatok szekunder elemzésének tanulságai (Történeti statisztikai tanulmányok. 1. Budapest, 1975)
- Az országút szélére vetett ország. A magyar állam fennmaradásának kérdése a Mohácstól a Buda elestéig tartó időben (Gyorsuló idő. Budapest, 1975)
- Jelentés az 1728. évi adóösszeírás gépi feldolgozásáról (Agrártörténeti Szemle, 1978)
- Mohács (Budapest, 1979)
- A szentgotthárdi csata (Szentgotthárd. Helytörténeti és helyismereti tanulmányok. Szombathely, 1982)
- Clausewitz (Budapest, 1983)
- Clausewitz és a háború praxeológiája (Budapest, 1988)
- The Fall of the Medieval Kingdom of Hungary. Mohács, 1526 – Buda, 1541. Az előszót írta Bak M. János (Social Sciences Monographs. Boulder, 1989)
- Bibó István, a hivatali kollega (Bibó-emlékkönyv. Budapest-Bern, 1991)
- A brjanszki erdők aljában. Harctéri élményeim 1942 augusztusától 1943 októberéig (Hadtörténelmi Közlemények, 1997)
- Seregszemle. Hadtörténeti és művelődéstörténeti tanulmányok. A bevezetőt R. Várkonyi Ágnes írta (Budapest, 1999)
- Bárdossy László és pere (Hadtörténelmi Közlemények, 2000)
- A védelemről általában és a végvárak anyagi ellátásáról (Végvár és ellátás. A noszvaji végvári konferencia előadásai. 1999. okt. 13–14. Szerkesztette: Petercsák Tivadar, Berecz Mátyás. Eger, 2001)
- Taktika és stratégia a Rákóczi-szabadságharcban (Az államiság megőrzése. Tanulmányok a Rákóczi-szabadságharcról. Szerkesztette, az előszót írta Czigány István. Budapest, 2002)
- Kossuth és Görgey konfliktusa. – Balassi Bálint, a katona (Hadtörténelmi Közlemények, 2004)
- Csatakönyv. Tanulmányok a magyar és az egyetemes történelem csatáiról; vál., szerk. Hausner Gábor, bev. Veszprémy László; HM Hadtörténeti Intézet és Múzeum, Bp., 2014 (A Hadtörténeti Intézet és Múzeum könyvtára)
- Tiszt-képzés; sajtó alá rend., jegyz., bev. Hausner Gábor; Ludovika Egyetemi, Bp., 2020 (Pro militum artibus)

## Díjai
- A Kiadói Főigazgatóság nívódíja (1966)